# Сытников, Владимир Петрович
Владимир Петрович Сытников (9 июня 1924, Калужская область — 27 января 2001) — советский хозяйственный, государственный и политический деятель.

## Биография
Родился в 1924 году в селе Пановка. Член КПСС.
Участник Великой Отечественной войны. С 1944 года — на хозяйственной, общественной и политической работе. В 1944—1996 гг. — военрук Харьковского техникума, инженер комбината в Караганде, в обкоме Карагандинской области, секретарь Кзыл-Ординского райкома КПК, первый заместитель министра сельского строительства Казахской ССР, заведующий отделом строительства и городского хозяйства ЦК КП Казахстана, заместитель министра строительства предприятий тяжёлой индустрии Казахской ССР, ведущий инженер, главный специалист Госстроя Казахской ССР, советник президента ФСК «Курылыс»
Избирался депутатом Верховного Совета Казахской ССР 8-го, 9-го и 10-го созывов.
Умер в 2001 году.